# Yūsui
Yūsui (湧水町, Yūsui-chō) est un bourg du district d'Aira, dans la préfecture de Kagoshima, au Japon.

## Géographie

### Démographie
Au 1er novembre 2014, la population de Yūsui s'élevait à 10 715 habitants répartis sur une superficie de 144,33 km2.